# پتاسیم فومارات
پتاسیم فومارات (به انگلیسی: Potassium fumarate) با فرمول شیمیایی K۲C۴H۲O۴ یک ترکیب شیمیایی با شناسه پاب‌کم ۶۴۳۳۵۱۱ است که جرم مولی آن ۱۹۲٫۲۵۳ g/mol می‌باشد. 